# Polnische Männer-Feldhandballnationalmannschaft
Die polnische Männer-Feldhandballnationalmannschaft vertrat Polen bei Länderspielen und internationalen Turnieren.

## Olympische Spiele
Die polnische Handballnationalmannschaft nahm nicht an der einzigen Austragung, in der Feldhandball gespielt wurde, teil.
| Jahr | Austragungsort          | Teilnahme bis…  | Ergebnis        | Medaille        |
| ---- | ----------------------- | --------------- | --------------- | --------------- |
| 1936 | Berlin, Deutsches Reich | keine Teilnahme | keine Teilnahme | keine Teilnahme |

## Weltmeisterschaften
Die polnische Handballnationalmannschaft nahm an vier der sieben bis 1966 ausgetragenen Feldhandball-Weltmeisterschaften teil.
| Jahr | Gastgeberland   | Teilnahme bis…     | Ergebnis                     | Rang               |
| ---- | --------------- | ------------------ | ---------------------------- | ------------------ |
| 1938 | Deutsches Reich | Spiel um Platz 6   | Tschechoslowakei 12:10 Polen | 7. Platz           |
| 1948 | Frankreich      | Zwischenrunde      | Schweden 19:4 Polen          | 5.–8. Platz        |
| 1952 | Schweiz         | Keine Teilnahme    | Keine Teilnahme              | Keine Teilnahme    |
| 1955 | BR Deutschland  | Keine Teilnahme    | Keine Teilnahme              | Keine Teilnahme    |
| 1959 | Österreich      | Nicht qualifiziert | Nicht qualifiziert           | Nicht qualifiziert |
| 1963 | Schweiz         | Spiel um Platz 3   | Schweiz 10:6 Polen           | 4. Platz           |
| 1966 | Österreich      | Platzierungsrunde  | Polen 4 Punkte               | 4. Platz           |

## Spieler
Bei der Weltmeisterschaft 1963 nahm unter anderem Janusz Czerwiński teil.